# Dariusz Białkowski
Dariusz Białkowski (Białogard, 16 de julio de 1970) es un deportista polaco que compitió en piragüismo en la modalidad de aguas tranquilas.
Participó en cuatro Juegos Olímpicos: Barcelona 1992, Atlanta 1996, Sídney 2000 y Atenas 2004, obteniendo dos medallas de bronce, en Barcelona 1992 en la prueba de K2 1000 m y en Sídney en K4 1000 m. Ganó tres medallas en el Campeonato Mundial de Piragüismo entre los años 1995 y 1997, y tres medallas en el Campeonato Europeo de Piragüismo entre los años 1997 y 2004.

## Palmarés internacional
| Juegos Olímpicos   | Juegos Olímpicos     | Juegos Olímpicos  | Juegos Olímpicos |
| Año                | Lugar                | Medalla           | Competición      |
| ------------------ | -------------------- | ----------------- | ---------------- |
| 1992               | Barcelona (España)   | Medalla de bronce | K2 1000 m        |
| 2000               | Sídney (Australia)   | Medalla de bronce | K4 1000 m        |
| Campeonato Mundial |                      |                   |                  |
| Año                | Lugar                | Medalla           | Competición      |
| 1995               | Duisburgo (Alemania) | Medalla de bronce | K2 1000 m        |
| 1995               | Duisburgo (Alemania) | Medalla de bronce | K4 500 m         |
| 1997               | Dartmouth (Canadá)   | Medalla de bronce | K2 1000 m        |
| Campeonato Europeo |                      |                   |                  |
| Año                | Lugar                | Medalla           | Competición      |
| 1997               | Plovdiv (Bulgaria)   | Medalla de plata  | K2 1000 m        |
| 1999               | Zagreb (Croacia)     | Medalla de oro    | K4 1000 m        |
| 2004               | Poznań (Polonia)     | Medalla de bronce | K4 1000 m        |